# Projeto Karanba de Futebol
O Projeto Karanba de Futebol, ou simplesmente Karanba, é um projeto social localizado no Rio de Janeiro, iniciado, em 2006, pelo ex-jogador norueguês Tommy Nielsen, utilizando o futebol como instrumento, visando ajudar crianças e adolescentes de favelas, oferecendo-lhes oportunidade de educação e desenvolvimento pessoal através de um programa de atividades variado. Atualmente, o Karanba auxilia mais de mil crianças e adolescentes, meninos e meninas de vários bairros do Rio de Janeiro. Atualmente, sua sede é na cidade de São Gonçalo.

## Origem do nome
Quando chegou ao Rio de Janeiro, em 2004, Tommy Nielsen se apaixonou pela cidade, mas ficou assustado com a desigualdade social. Do espanto em dose dupla, nasceu o nome do time. Segundo Tommy, a melhor palavra para descrever o que sentia era caramba!. Daí, Tommy mudou a grafia da palavra para registrar a marca.

## Futebol de base
O Karanba disputa torneio nacionais e internacionais, principalmente na Escandinávia, de futebol de base. No masculino, é tetracampeão da Dana Cup, bicampeão da Norway Cup e da Gothia Cup. No Futebol Feminino, o Karanba disputa o Campeonato Carioca na categoria adulta e possui dois títulos internacionais nas categorias de base: a Dana Cup e a Copa da Noruega. No Brasil, conquistou a Liga Niteroiense de Desportos.

## Títulos

### Futebol Masculino
| Internacionais | Internacionais | Internacionais                | Internacionais |
| Competição     | Títulos        | Temporadas                    |                |
| -------------- | -------------- | ----------------------------- | -------------- |
| Dana Cup       | 4              | 2008, 2009, 2011 e 2012       |                |
| Norway Cup     | 2              | 2010 e 2011                   |                |
| Gothia Cup     | 2              | 2010 (sub-16) e 2011 (sub-18) |                |

### Futebol Feminino
| Internacionais                | Internacionais | Internacionais | Internacionais |
| Competição                    | Títulos        | Temporadas     |                |
| ----------------------------- | -------------- | -------------- | -------------- |
| Liga Niteroiense de Desportos | 1              | 2012           |                |
| Dana Cup                      | 1              | 2013           |                |
| Norway Cup                    | 1              | 2013           |                |